# Homens e Feras
Roar (bra/prt: Homens e Feras) é um filme estadunidense de 1981, dos gêneros aventura, suspense e horror, dirigido por Noel Marshall, com roteiro de Ted Cassidy e do próprio diretor. 
Roar tornou-se notório por sua conturbada produção de 11 anos, o que resultou em 70 membros de seu elenco e equipe feridos pelos muitos animais selvagens usados no filme, incluindo suas estrelas principais que tiveram lesões, incluindo fraturas ósseas e gangrena. Grande parte da filmagem que capturava as lesões foi incluída no corte final do filme, resultando em sangue real na tela. Foi considerado o filme mais perigoso da história.
O filme foi lançado nos cinemas europeus em 1981, mas foi um fracasso financeiro. Foi lançado nos Estados Unidos pela primeira vez em 17 de abril de 2015. Em 1985 Hedren co-escreveu o livro Cats of Shambala sobre sua experiência na filmagem de Roar.

## Enredo
Hank (Noel Marshall) é um homem americano que vive com vários leões, tigres, pumas, jaguares e outros animais selvagens na África para estudar seu comportamento e interações entre si. Sua esposa Madeleine (Tippi Hedren), seus dois filhos (John e Jerry Marshall) e sua filha Melanie (Melanie Griffith) vieram de Chicago para um aeroporto para que ele possa levá-los de volta ao seu rancho, embora ele acabe se atrasando. Seu amigo Mativo (Kyalo Mativo) se oferece para levá-lo de barco para pegá-los, e o avisa que um comitê está chegando para revisar a  bolsa de pesquisa de suas terras. Enquanto esperam pelo comitê, Hank leva Mativo em um passeio pelo rancho. A dupla discute os leões que vivem na área e Hank explica a natureza dos gatos. Hank menciona sua ansiedade com um velhaco chamado Togar, que está ameaçando Robbie, o líder da matilha. O comitê chega e mostra desaprovação do estado do rancho, incluindo um homem chamado Prentiss (Steve Miller), que está irritado com a presença de tigres e ameaça atirar nos animais. Uma luta entre Robbie e Togar distrai Hank, que parte para acabar com a luta. Os tigres atacam os membros do comitê e afundam seus barcos, fazendo-os fugir em pânico. Hank e Mativo partem para o aeroporto, mas têm de receber bicicletas dos aldeões depois de um tigre afundar o barco de Mativo.
Enquanto isso, Madeleine e os outros três embarcam em um ônibus que chega à casa, só para perceber que foi deixado sem vigilância. Quando a Madeleine e o Jerry abrem uma janela, vêem um grupo de leões a comer uma carcaça de zebra. Assustados pelos leões, tentam esconder-se deles. Das muitas maneiras de fugir e ou se esconder na casa, uma proeza mostrada é John que decide que vai tentar tirar a moto da casa para conseguir ajuda; em vez disso, ele acidentalmente dirige-a para o lago. Prentiss e outro homem chamado Frank (Frank Tom) tentam persuadir os outros membros do comitê a caçar os animais na terra de Hank, sem sucesso. Prentiss e Frank decidem caçar os grandes gatos que vagueiam fora de sua propriedade de qualquer maneira, com Prentiss matando um leão chamado Tommy.
Hank percebe que não pode levar os leões para o aeroporto, então Mativo os distrai de uma árvore enquanto Hank encontra um morador local que diz que sua família já pegou o ônibus para encontrá-lo. Hank volta para buscar Mativo. Enquanto dirige para o aeroporto, Hank tem um pneu furado, então eles viajam a pé. Hank encontra o cadáver de Tommy e chorar. A família, em um esforço final para escapar dos leões, se esconder em uma casa menor. Eles são cercados pela matilha quando acordam e concluem que, como não foram atacados durante o sono, os animais não são tão violentos quanto imaginavam. À medida que Prentiss e Frank disparam mais leões, Togar mata os dois. Hank vê isso e tenta impedir o Togar de fugir. Togar retorna à casa para lutar contra Robbie, junto com Hank, que encontra sua família esperando por ele. Mativo logo chega, e Hank pede que ele não mencione a morte de Prentiss à sua família. Mativo é apresentado à sua família, que concorda em visitar com ele e seus animais por uma semana. O filme termina com uma montagem do grupo brincando com os animais.
No final, o texto fala da alta porcentagem de extinção de animais que a África tem, e incentiva o público a contribuir com organizações de vida selvagem e protestar contra a distribuição de peles e marfim de animais.

## Elenco

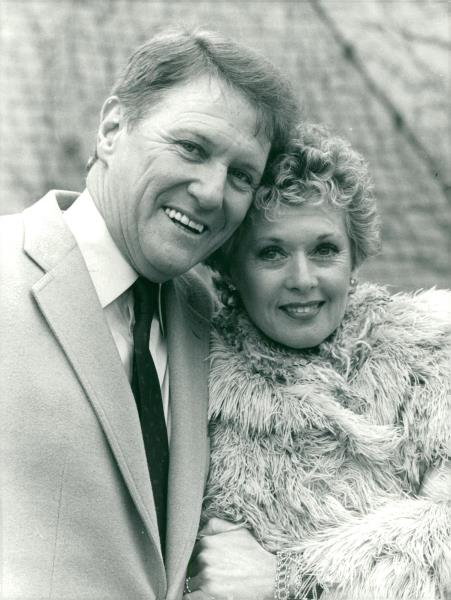
Noel Marshall e Tippi Hedren

- Tippi Hedren – Madeleine
- Noel Marshall – Hank
- Melanie Griffith – Melanie
- Jerry Marshall – Jerry
- John Marshall – John
- Kyalo Mativo – Mativo
- Rick Glassey – Rick
- Steve Miller – Prentiss
- Frank Tom – Frank

## Produção
Roar foi filmado na fazenda privada de Noel Marshall em Acton, Califórnia, tendo uma produção no total de 11 anos. Uma inundação no rancho três anos após começo das filmagens causou mais de três milhões de dólares em danos, criando novos atrasos na produção.

### Lesões do elenco e da equipe de produção
Mais de 70 membros da equipe de produção e do elenco ficaram feridos durante a produção do filme.[carece de fontes?] O cineasta Jan de Bont teve o couro cabeludo arrancado por um leão e precisou levar 220 pontos[carece de fontes?]. Tippi Hedren teve uma perna fraturada e vários ferimentos no couro cabeludo, depois que um elefante a sacudiu de suas costas enquanto ela o cavalgava.[carece de fontes?] Ela também foi mordida no pescoço por um leão e precisou levar 38 pontos.[carece de fontes?] Este incidente também pode ser visto no filme.[carece de fontes?]
Melanie Griffith também foi atacada durante a produção, recebendo 50 pontos de sutura no rosto; temia-se que ela perdesse os olhos, mas ela se recuperou e não foi desfigurada. Noel Marshall foi atacado tantas vezes que ele acabou diagnosticado com gangrena. Em um desses incidentes, ele foi atacado por uma chita ao proteger os animais durante um incêndio que ocorreu em 1979. Todos os animais foram evacuados, embora tenha demorado vários anos para que ele se recuperasse de seus ferimentos. Devido às lesões, o volume de desistências foi alto, já que muitos não queriam voltar ao set. Alguns leões também sofreram doenças que reduziram sua população.
John Marshall foi mordido por um dos leões e precisou de 56 pontos. Seu irmão, Jerry, foi mordido no pé enquanto estava usando tênis no set. Mais tarde, ele disse que o leão tinha um "fetiche por tênis". O diretor assistente, Doron Kauper, teve a garganta e a mandíbula mordidas e um dos leões tentou rasgar-lhe uma orelha. Ele também foi ferido na cabeça, no peito e na coxa. Embora tenha sido relatado que o ataque quase foi fatal,  uma edição de 9 de julho de 1978 do Santa Cruz Sentinel imprimiu uma citação de uma enfermeira descrevendo seus ferimentos como agudos, o que significa simplesmente que eles eram repentinos e traumáticos. Ele também foi relatado como consciente e em boas condições.

## Lançamento
Embora lançado em 1981 e 1982 na Austrália e nos países europeus, Roar não foi lançado nos Estados Unidos. Em 2015, 34 anos após a sua produção, o filme foi escolhido para distribuição pela Drafthouse Films, sendo exibido em vários cinemas independentes pelo país.

### Recepção crítica
Após seu lançamento inicial, a Variety comentou sobre o filme: "Aqui está um apelo apaixonado pela preservação da vida selvagem africana em malha com um conto de aventura-terror que pretende ser uma espécie de Jaws da selva. Se parece às vezes mais como Born Free enlouquecendo, tais são os riscos de colocar o elenco na mata (na verdade, o rancho de Marshall em Soledad Canyon, na Califórnia), cercado por 150 leões não treinados, leopardos, tigres, chitas e outros grandes felinos, sem mencionar os grandes e vários elefantes mal-humorados". Durante o lançamento do filme em 2015, Amy Nicholson do L.A. Weekly chamou o filme de um "furo emocionante, uma inanidade com o perigo real em cada cena. A história é simplesmente "felinos destroem uma casa", uma vez que isso poderia ser garantido".

## Home media
O filme recebeu lançamentos esparsos em VHS. Após o lançamento em 2015 nos Estados Unidos, foi posteriormente lançado em Blu-ray em novembro de 2015.